# Louvigné Comunitat
La Louvigné Comunitat (en bretó Louvigneg-Kumuniezh) és una estructura intercomunal francesa, situada al departament de l'Ille i Vilaine a la regió Bretanya, al País de Fougères. Té una extensió de 159,93 kilòmetres quadrats i una població de 8.722 habitants (2006).

## Composició
Agrupa 8 comunes :
1. La Bazouge-du-Désert
2. Le Ferré
3. Louvigné-du-Désert
4. Mellé
5. Monthault
6. Poilley
7. Saint-Georges-de-Reintembault
8. Villamée